# Licania kunthiana
Licania kunthiana är en tvåhjärtbladig växtart som beskrevs av Joseph Dalton Hooker. Licania kunthiana ingår i släktet Licania och familjen Chrysobalanaceae. Inga underarter finns listade i Catalogue of Life.